# Sieppikero
Sieppikero är en kulle i Finland.   Den ligger i den ekonomiska regionen  Fjäll-Lappland  och landskapet Lappland, i den norra delen av landet, 900 km norr om huvudstaden Helsingfors. Toppen på Sieppikero är 427 meter över havet.
Terrängen runt Sieppikero är kuperad österut, men västerut är den platt.  Trakten runt Sieppikero är nära nog obefolkad, med mindre än två invånare per kvadratkilometer. Närmaste större samhälle är Muonio, 20,0 km sydväst om Sieppikero. Omgivningarna runt Sieppikero är i huvudsak ett öppet busklandskap.